# Abies beshanzuensis
Abies beshanzuensis és una espècie de conífera de la família Pinaceae. És endèmica d'una petita zona muntanyosa del comtat de Baishan-zu a la província xinesa de Zhejiang. Està en perill crític segons l'UICN ja que només queden 3 exemplars adults en estat salvatge.

## Descripció
Són arbres de mida petita, copa cònica i ampla, de fins a 15 metres d'alçada i 0,5 m de diàmetre del tronc; el qual està recobert per una escorça llisa i de color gris blanquinós que esdevé clivellada amb l'edat. Les branques primàries són llargues, esteses horitzontalment però més aviat ascendents en la part superior de la copa. Els borrons són resinosos, de forma ovoide o cònica i de color grogós o bru. Les fulles són de color verd fosc per l'anvers i amb dues ratlles platejades al revers; estan disposades espiralment als branquillons, les inferiors són pectinades mentre que les superiors són recorbades. Fan entre 1,5 i 3,5 cm de llargada i de 2,5 a 3,5 cm d'amplada. Els cons pol·línics apareixen en axil·les foliars i fan de 2 a 2,5 cm de llargada. Els cons femenins són erectes, de peduncle curt i gruixut, de forma oblongocònica amb àpex truncat de fins a 11 cm de llargada i 4 d'amplada. Són de color groc pàl·lid quan són immadurs i marró groguenc quan són madures. Les bràctees dels cons femenins són espatulades de fins a 2,5 cm de llargada, exsertes i recorbades. Les llavors són ovatooblongues, d'uns 6-9 cm per 3-4 cm amb una ala lleugerament més grossa que la mida de la pròpia llavor.

## Hàbitat i distribució
L'hàbitat natural dels últims exemplars que viuen en estat salvatge, es una petita zona d'uns 1,5 km², situada a la muntanya mitjana (1.500 - 1.700 m) de la zona costanera del Sud-est de la Xina a la província de Zhejiang, una localitat d'hiverns plujosos i estius calorosos, i una precipitació anual d'uns 1250 mm. Aquests exemplars apareixen en una formació secundària típica d'una comunitat vegetal degradada, amb altres espècies de coníferes autòctones de la zona com Tsuga chinensis, Cephalotaxus chinensis i Taxus chinensis així com frondoses dels gèneres Fagus, Castanopsis, Quercus i Acer entre d'altres.

## Conservació
Les principals causes de la seva desaparició han estat la desforestació històrica per a la creació de superfícies cultivables, així com diferents pertorbacions naturals com esllavissades i inundacions, que han malmés al llarg dels últims anys els pocs individus adults que encara quedaven. Els individus supervivents en el seu hàbitat natural estan custodiats, alhora que també existeix un programa de conservació ex situ i s'estan reintroduint plançons en el seu hàbitat natural. Tanmateix el futur de l'espècie és incert, degut en part a la poca variabilitat genètica, la població extremadament reduïda i localitzada, i el canvi climàtic.